# Kurt Lockwood
Kurt Lockwood, född 4 juni 1970 i Baltimore, Maryland, USA , är en amerikansk skådespelare i pornografisk film. Han har medverkat i över 250 filmer sedan 2003.